# 楊士倧
楊士倧（1435年—？），字原父，福建建寧府建安縣人，明朝政治人物。進士出身。大學士楊榮孫。

## 生平
福建鄉試第一百二十一名。天順元年（1457年）參加丁丑科會試第一百二十二名，殿試登進士第二甲第四十六名。

## 家族
曾祖父楊伯成，贈榮祿大夫少傅工部尚書兼大學士、祖父楊榮、父亲楊錫。